# Louisa Siefert
Louisa Siefert, född 1 april 1845 i Lyon, död 21 oktober 1877 i Pau, var en fransk poet. Hon skrev framförallt kärleksdikter, där hon fann ett eget romantiskt språk, samtidigt präglat av klarhet och realism. Hon var en inte helt självklar del av Les parnassiens, och var beundrad av bland annat poeter Arthur Rimbaud. Hon dog ung i tuberkulos.

## Biografi
Siefert föddes 1845 i Lyon, som dotter till Henry Siefert, vice-konsul till Portugal, och Adele-Adrienne Belz. Hon växte också upp i Lyon. I december 1868 publicerades hennes debutdiktsamling Rayons perdus, som snabbt sålde slut. Två ytterligare utgåvor gavs ut i april 1869.
1876 gifte hon sig med Jocelyn Pene, Emilio Castelars sekreterare. Hon led av migrän och svår ledinflammation under sitt korta liv och dog av tuberkulos i Pau, 32 år gammal.'

## Författarskap
Siefert gav ut sin debutdiktsamling Rayons perdus 1868. Hon blev under sitt korta liv känd för sina kärleksdikter. Hon är officiellt betraktad som en del av Les parnassiens, men fann samtidigt ett eget, särpräglat romantiskt språk i sin diktning. Hennes kärlekslyrik kännetecknas av starka, feminina, poetiska och sentimentala skildringar av en kvinnas kärlekssmärta. Dikterna är samtidigt utförda på ett klart, realistiskt och naturalistiskt vis.
1869 gavs ett antal av hennes dikter ut i Les parnassiens tidning Le Parnasse Contemporain, liksom 1876. Alphonse Lemerre, som var tidningens utgivare, gav också ut Sieferts diktsamling L'Année républicaine 1869. Hon var dock inte en typisk del av les parnassiens. Hon avfärdade Leconte de Lisles stilkrav från 1852, och liknade på flera vis i högre grad romantiska diktare från 1830-talet. Samtida kritiker som bland annat Louis Etienne kritiserade Siefert för att lägga för stor vikt vid sina egna personliga erfarenheter, och att i för hög grad imitera tidigare poesi.
Arthur Rimbaud var en tidig beundrare av Sieferts poesi. I ett brev till Georges Izambard 25 augusti 1870 hyllar han hennes diktsamling Rayons perdus,